# Pistolet Astra 200
Astra 200 – hiszpański kieszonkowy pistolet samopowtarzalny. Konstrukcja pistoletu była wzorowana na Browningu M1906. Na rynku amerykańskim pistolet sprzedawany był pod marką Firecat.

## Opis
Astra 200 była bronią samopowtarzalną. Zasada działania oparta na odrzucie zamka swobodnego. Broń posiadała bezpiecznik nastawny, automatyczny bezpiecznik chwytowy oraz bezpiecznik magazynkowy.
Astra 200 była zasilany ze wymiennego, jednorzędowego magazynka pudełkowego o pojemności 6 naboi, umieszczonego w chwycie.
Lufa gwintowana.
Przyrządy celownicze mechaniczne, stałe (muszka i szczerbinka).